# Antragskommission
Die Antragskommission ist ein beratendes Gremium in einer politischen Partei. Die Antragskommission bereitet die Antragsberatung auf dem Parteitag der jeweiligen Partei oder Parteigliederung (inhaltlich) vor und begleitet gleichermaßen die Antragsberatungen eines Parteitages. Durch Empfehlungen zu den gestellten Anträgen soll sie die häufig vielzähligen Anträge zu gleichen oder ähnlichen Themen bündeln.
Die Funktion der Vorbereitung von Personalentscheidungen wird in manchen Parteien durch sogenannte „Wahlvorbereitungsausschüsse“ oder „Findungskommissionen“ für Listenaufstellungen wahrgenommen. Dies ersetzt in der Regel nicht die Installation einer Antragskommission.

## Auftrag
Antragskommissionen tragen der Tatsache Rechnung, dass der qualitative und quantitative Umfang der Beschlussvorlagen eines Parteitages regelmäßig nur schwer für alle Delegierten zu Überblicken ist und wegen limitierten Zeitumfanges erfahrungsgemäß kaum alle Anträge und Vorlagen beraten und diskutiert werden bzw. werden können.
Antragskommissionen haben die Aufgabe die Antragsberatungen zu strukturieren und vorzubereiten, um so einen „zweckmäßigen Verhandlungsablauf“ sicherzustellen. Auf Parteitagen werden häufig eine Vielzahl von Anträge zu gleichen oder ähnlichen Themen gestellt. Diese sind nur begrenzt von allen Delegierten zu Überblicken und können zeitlich kaum alle beraten und diskutiert werden. So war etwa der CDU-Bundesparteitag 2021 der erste CDU-Bundesparteitag seit 2019, dauerte zwei Tage und war maßgeblich von Reden und Personalentscheidungen geprägt. Dazu kommt, das den Anträgen häufig keine Materialien zu früheren Beschlüssen oder entsprechenden Beschlüssen höherer Ebenen beigefügt sind oder nachvollziehbare Verweise hierzu fehlen. Insoweit entlastet die Antragskommission nicht nur vor einem Parteitag, sondern auch während dessen Ablauf die Delegierten und Antragsteller bei der Ermittlung möglicher Widersprüchlichkeiten zur bestehenden, v. a. grundlegenden respektive grundsatzprogrammatischen Beschlusslage einer Partei. In manchen Parteien (wie CDU, CSU und SPD) arbeitet die Antragskommission daher vorab eine Beschlussempfehlung aus, über die der Parteitag diskutiert und abstimmt. In anderen Parteien (wie FDP und Grünen) strukturieren sie dagegen lediglich die Debatte, geben aber keine inhaltlichen Empfehlungen ab.
Im ersteren Fall bestellen Antragskommissionen regelmäßig aus ihrer Mitte Berichterstatter, die die Anträge eines Themengebietes vorarbeiten, bevor sie im Plenum darüber beraten. Die Antragskommissionen bündeln zudem inhaltsgleiche / ähnliche Anträge, verbessern deren Fassung und schlagen ein Verfahren zur Abstimmung vor. Inhaltliche Änderungen an den Anträgen sollen sie hingegen nicht vornehmen. Mögliche Empfehlungen können dabei u. a. (je nach Partei unterschiedlich) sein: Nichtbefassung / erledigt durch ... (bspw. einen vorangehenden Beschluss) / Annahme / Annahme in folgender Fassung: ... / Ablehnung / Überweisung an ... (bspw. den Vorstand oder die Fraktion). Den Parteitagsberatungen wird dann die Antragsfassung (und Beschlussempfehlung) der Antragskommission zugrunde gelegt. Die Antragskommission begründet ihr Votum und hat oft auch Rederechte außerhalb der Reihe der Wortmeldungen. Die Empfehlungen der Antragskommission sind jedoch bei keiner Partei bindend.
Antragskommissionen sehen sich teilweise dem Vorwurf ausgesetzt, ein Instrument der Beeinflussung des Parteitags durch den Vorstand zu sein. Dabei wird lediglich bei CDU und Die Linken die Antragskommission vom Vorstand eingesetzt. Insofern besteht bei den meisten Antragskommissionen keine direkte Abhängigkeit vom Vorstand. Sie versammeln jedoch oftmals eine Vielzahl von Parteimitgliedern, die zugleich höhere Positionen in der Partei und im Staat bekleiden und weniger die „einfachen“ Delegierten. Ebenso sind ihre Entscheidungen nicht immer transparent nachvollziehbar und bilden nicht zwangsläufig die Mehrheitsmeinung auf dem Parteitag ab. Daher haben sich insbesondere die kleineren Parteien dazu entschieden, Antragskommissionen mit weniger Befugnissen auszustatten oder gar nicht erst einzusetzen.

## Übersicht
Übersicht über die Antragskommissionen der im Bundestag vertretenen Parteien. Jeweils für die Bundes- bzw. Gesamtpartei.
| Partei    | Mitgliederzahl   | Wahl / Zusammensetzung | Besonderheiten | Rechtsgrundlage |
| --------- | ---------------- | --- | --- | --- |
| CDU       | nicht vorgegeben | Vom Bundesvorstand bestellt, wird nachträglich vom jew. Bundesparteitag bestätigt. Der Bundesparteitag kann weitere Mitglieder wählen.                                                                     | - | §§ 6 Abs. 3, 10 Abs. 3, 11, 14 Abs. 1, 15, 16 Abs. 1, 18 Abs. 2 CDU-Geschäftsordnung                                             |
| SPD       | 28               | Je ein Delegierter wird von jedem Bezirk und acht vom Bundesvorstand benannt. | - | §§ 18 Abs. 2, 19, 22 Abs. 2, 28 Abs. 4 SPD-Organisationstatut und § 3 Abs. 2 WO                                                  |
| GRÜNE     | 7                | Neben dem politischen Geschäftsführer, einem Mitglied des Parteirates, einem weiteren Mitglied des Bundesvorstandes, gehören ihr vier von der vorangehenden Bundesversammlung zu wählenden Mitgliedern an. | Empfehlungen der Antragskommission sind nur zum Verfahren, nicht zur Annahme oder Ablehnung zulässig. | § 14 Abs. 8 bis 10 GRÜNE-Satzung                                                                                                 |
| AfD       | ?                | ? | ? | Sie wird in der Presse mitunter erwähnt, aber in keinen Satzungsdokumenten o.ä. der Partei.                                      |
| DIE LINKE | nicht vorgegeben | Benennung durch den Bundesvorstand, Bestätigung durch den Parteitag. | - | § 17 Abs. 9 DIE LINKE-Satzung und Geschäftsordnung des jeweiligen Parteitags (bspw. Abs. 19 Geschäftsordnung des 6. Parteitages) |
| FDP       | 6                | Wahl durch den Bundesparteitag. | Die Antragskommission empfiehlt lediglich, ob über einen Änderungsantrag mit oder ohne Beratung abgestimmt werden soll, sowie wie mit den nicht behandelten Anträgen zu verfahren ist (Überweisungen). Alles Weitere, inklusive der Antragsreihenfolge, regelt der Parteitag selbst. | §§ 14 Abs. 3 und 4, 11a FDP-Bundessatzung                                                                                        |
| CSU       | nicht vorgegeben | Mitglieder werden vom Parteivorstand auf Vorschlag des Parteivorsitzenden berufen. | - | §§ 30b Abs. 2, 47 Abs. 2 CSU-Satzung                                                                                             |